# Gustave Akueson
Gustave Akueson, né le 20 décembre 1995 à Ermont, est un footballeur international togolais, qui joue au poste de défenseur central au SC Bastia.

## Biographie

### En club
Sous les couleurs de l'Association sportive de Saint-Ouen-l'Aumône, Gustave Akueson découvre le championnat de CFA 2 (5e division française) à partir de 2014 en prenant part à trente-sept matchs en deux saisons avant de signer en 2016 au Havre AC où il évolue avec l'équipe réserve en CFA, une division plus haute.
En 2017, il prend la direction du FC Chambly où il évolue avec la réserve avant de se blesser gravement d'une pubalgie mais prend part à son premier match de National à son retour le 3 août 2018 en étant titulaire contre Le Mans FC, se sera son seul match en équipe première sous les couleurs de Chambly qu'il quitte deux mois plus tard pour signer à la JA Drancy qui évolue en National. Il quitte le club après une seule saison et douze match de National pour signer à l'US Granville, pensionnaire de National 2.
En 2021, il prend la direction du FC Versailles avec qui il est champion de National 2 dès sa première saison mais également demi-finaliste de la Coupe de France la même année, éliminée par l'OGC Nice, club de Ligue 1 mais après une belle épopée où le club aura éliminé le Toulouse FC, pensionnaire de Ligue 2. Après trois saisons au club, dont deux en National et après être devenu le capitaine du club, il signe en Ligue 2 avec le SC Bastia.
Il joue son premier match dès la première journée en étant titulaire contre le FC Metz puis enchaine les titularisations.

### En Sélection
Appelé pour la première fois avec la sélection togolaise en mai 2021 mais n'entrant pas en jeu, il joue finalement son premier match international le 9 octobre 2021 en entrant en jeu contre le Congo pour les éliminatoires de la Coupe du Monde 2022 puis de nouveau trois jours plus tard pour le match retour.
Il retrouve l'équipe togolaise en septembre 2024 et vit sa première titularisation contre la Guinée équatoriale quelques jours après être entré en jeu contre le Liberia.

## Palmarès
Avec le FC Versailles, il est champion de National 2 en 2022.

## Voir Aussi
- Euloge Ahodikpe
- Emmanuel Adebayor
- Jean-Paul Abalo